# 통제
통제(統制)는 일정한 방침이나 목적에 따라 행위를 완전히 못하게 하는 것을 뜻한다.

## 통제의 분류
- 지휘통제 - 군사 내 통제
- 언론 통제 - 뉴스나 신문 등 각종 미디어에 대한 통제
- 물가 통제 - 정부 등의 국가기관이 물품의 상한 가격 및 낮은 가격에 대한 설정
- 교육 상의 통제 - 가정과 학교 내 통제

## 통제의 분류에 따른 목적
- 가정
- 학교

## 통제의 특징

### 통제의 단점
1. 통제를 받는 사람은 스트레스와 심리적 불안감 등이 지나치게 생길 수 있다.
2. 지나친 통제는 인권싸움을 일으킬 수 있다.
3. 자녀와 부모 사이의 통제(예:휴대폰 사용시간, 게임시간 등의 통제)는 자녀와 부모간의 싸움이나, 자녀의 가출, 자해 등으로 번질 수 있다.
4. 현대 사회에도 통제로 이뤄지는 것들은 굉장히 많다. (예: 자녀와 부모간의 휴대폰 혹은 자유시간 등의 통제, 군대에서 있었던 전자기기 사용 통제 등) 이러한 통제 중 부정적인 통제는 통제를 받는 사람은 생각보다 더더욱 스트레스를 받는다. 이러한 지나친 스트레스는 공포증•불안증 등을 일으킬 수 있다.

### 통제의 장점
1. 무언가의 대한 중독 증세를 통제해 없앨 수 있다. (단, 지나친 통제는 역효과를 불러 일으킨다.)
2. 위험 상황에 대한 통제로 부상 등을 예방할 수 있다.
3. 위험한 행동 혹은 물건을 소지하고 있을 때, 통제로 물건을 빼앗거나 제거할 수 있다.

## 같이 보기
- 검열
- 감시
- 금기
- 통제구역